# Jean Delumeau
Jean Delumeau (ur. 18 czerwca 1923 w Nantes, zm. 13 stycznia 2020) – francuski historyk zajmujący się kulturą, religią i mentalnością nowożytną (średniowiecza oraz odrodzenia). Był wykładowcą na uniwersytecie w Rennes, a w latach 1975–1994 profesorem Collège de France, specjalizującym się w historii Kościoła i myśli Zachodu od XIV do XVIII wieku.

## Publikacje i koncepcje
Zajmował się historią pojmowaną jako dzieje przemian ludzkiej świadomości. Jego prace wywarły duży wpływ nie tylko na historyków, ale również na teologów i wywołały szereg polemik i komentarzy, stając się jednym z ważnych impulsów we współczesnej refleksji o społeczeństwie i Kościele. Wypowiadał się wielokrotnie na aktualne tematy, dotyczące przemian zachodzących w Kościele i społeczeństwach Zachodu, m.in. entuzjastycznie komentując starania Jana Pawła II o „oczyszczenie pamięci” i zadośćuczynienie za przeszłe grzechy Kościoła.
Początkowo zajmował się historią Rzymu w czasach odrodzenia i narodzinami reformy chrześcijańskiej. Z jego wczesnych prac dużą popularność w Polsce zdobyła monografia Cywilizacja Odrodzenia, do dziś uważana za jeden z najlepszych przewodników po epoce. Wydano też dwie jego publikacje, poświęcone reformacji i jej następstwom – w dwóch tomach, pod wspólnym tytułem Reformy chrześcijaństwa w XVI i XVII w.
Od samego początku fascynowała go jednak przede wszystkim historia widziana „od dołu”, z perspektywy uczestników wydarzeń i procesów, zachodzących w obrębie mentalności, emocji i wyobrażeń. Swoistym przełomem była monumentalna praca o strachu: Strach w kulturze Zachodu, której kontynuacje stanowią prace Grzech i strach oraz Skrzydła anioła. Można by powiedzieć, że Delumeau „odkrył” strach dla historii jako nauki. Opisał zarówno źródła nowożytnych strachów (zarazy, wojny, niepokoje eschatologiczne), jak i ich konsekwencje polityczne i społeczne (poszukiwanie winnych, antyjudaizm, procesy czarownic).
Grzech i strach. Poczucie winy w kulturze Zachodu XIII–XVIII w. to historyczno-socjologiczna analiza mentalności chrześcijańskiej Europy między XIII a XVIII w. W książce tej przedmiotem refleksji jest zagadnienie poczucia winy i związane z nim, powstałe w XIV w. zjawisko „choroby skrupułu”. Tak więc, do różnych nękających ludzkość strachów (dżumy, głodu, zagrożenia tureckiego) przybył jeszcze jeden – strach przed samym sobą. Żadna cywilizacja nie przywiązywała takiej wagi – i ceny – do poczucia winy i wstydu jak Zachód w okresie XIII–XVIII w. Podjęta przez Jeana Delumeau próba zarysowania dziejów grzechu oznacza zarazem wydobycie całokształtu relacji i konstytutywnych dla mentalności zbiorowej postaw; ukazanie refleksji społeczeństwa nad ludzką wolnością, życiem i śmiercią, upadkiem i złem; odkrycie stosunku człowieka do Boga. Czy jest on dobry, czy raczej sprawiedliwy? Przez całe wieki ludzkość starała się odpowiedzieć na to pytanie.
Skrzydła anioła. Poczucie bezpieczeństwa w duchowości człowieka Zachodu w dawnych czasach to praca, w której Jean Delumeau zwraca uwagę, że poczucie bezpieczeństwa, którego każdy chciałby doświadczać jak najczęściej, zasługuje na zainteresowanie ze strony historyków. Jak zauważa potrzeba bezpieczeństwa, obejmująca opiekę socjalną i prawo do pracy, nabrała w naszej cywilizacji tak wielkiego znaczenia, że nieomal przerodziła się w obsesję. Jean Delumeau wychodzi z założenia, że aby dzisiaj prawidłowo analizować naszą potrzebę bezpieczeństwa, należy poznać reakcje obronne naszych poprzedników w obliczu niebezpiecznych i budzących lęk sytuacji. Dowiedzieć się w jaki sposób szukali otuchy nasi przodkowie, jak opanowywali swoje lęki i jakie „systemy bezpieczeństwa” tworzyli. Poszukuje w przeszłości zbiorowych rytuałów, które egzorcyzmowały, uwalniały od poczucia winy, prowadziły do pojednania, chroniły, uzdrawiały.
Wyznanie i przebaczenie. Historia spowiedzi przedstawia wyobrażenia raju ziemskiego, jego opisy i próby lokalizacji od Mojżesza, poprzez całą epokę średniowiecznego i nowożytnego chrześcijaństwa, aż do obumarcia tej idei na przełomie XVIII i XIX wieku.
We Francji po rewolucji wielu ludzi pragnęło wrócić do mszy niedzielnej i świąt paschalnych. Ale wzdragali się przed konfesjonałem i w końcu odeszli od kościoła. W XIX wieku ujawniła się gwałtowna niechęć – zwłaszcza mężczyzn – do spowiedzi. Zarzucano jej, że narusza prywatność ogniska domowego, że podburza kobietę przeciwko mężczyźnie, religię przeciwko polityce, szkołę wyznaniową przeciwko świeckiej, tęsknotę za ancien regime’em przeciwko republikańskiemu postępowi. Oskarżano ją, że jest nadużyciem władzy. Przeciwnicy zupełnie stracili z oczu dwa główne cele spowiedzi: pocieszenie i przebaczenie.
W książce Wyznanie i przebaczenie pisze: „co do przebaczenia, to stanowi ono dla mnie najcenniejszy wkład chrześcijaństwa w dzieje ludzkości”. Kościół przed wiekami związał przebaczenie z obowiązkiem osobistego wyznania win przed kapłanem w sakramencie pokuty. Historia konfesjonału od początku przebiegała pod znakiem porywających sporów i dramatów ludzkiego sumienia. Wyznanie i przebaczenie przedstawia właśnie tę nadzwyczaj burzliwą historię.
Historia raju to przekrojowa opowieść o wizjach – zarówno raju ziemskiego, jak i szczęścia w niebie.

## Tłumaczenia prac na język polski
- Cywilizacja Odrodzenia, Warszawa 1987, 1993 Państwowy Instytut Wydawniczy (La Civilisation de la Renaissance 1967)
- Reformy chrześcijaństwa w XVI i XVII w., tom 1: Narodziny i rozwój reformy protestanckiej, tom 2: Katolicyzm między Lutrem a Wolterem, Warszawa 1986, Instytut Wydawniczy „Pax” (Naissance et affirmation de la Réforme 1965, Le Catholicisme entre Luther et Voltaire 1971)
- Strach w kulturze Zachodu XIV–XVIII w., Warszawa 1986, Instytut Wydawniczy „Pax” (La Peur en Occident (XIVe–XVIIIe siècles) 1978)
- Grzech i strach. Poczucie winy w kulturze Zachodu XIII–XVIII w., Warszawa 1994, Oficyna Wydawnicza Volumen koedycja z Instytutem Wydawniczym PAX, seria Nowa Marianna (Le Péché et la peur: La culpabilisation en Occident (XIIIe–XVIIIe siècles) 1983)
- Skrzydła anioła. Poczucie bezpieczeństwa w duchowości człowieka Zachodu w dawnych czasach Warszawa 1998, Oficyna Wydawnicza Volumen, seria Nowa Marianna (Rassurer et protéger. Le sentiment de sécurité dans l’Occident d’autrefois 1989)
- Wyznanie i przebaczenie. Historia spowiedzi, tłum. Maryna Ochab, Gdańsk 1997, Wyd. Marabut, seria: Józef (L’Aveu et le Pardon 1990)
- Historia raju, Warszawa 1996, Państwowy Instytut Wydawniczy (Une histoire du Paradis I: Le Jardin des délices 1992, II: Mille ans de bonheur 1995)
- (red. z Danielem Roche) Historia ojców i ojcostwa, Warszawa 1995, Oficyna Wydawnicza Volumen, koedycja z Wydawnictwami Szkolnymi i Pedagogicznymi, seria Piękne książki (Histoire des pères et de la paternité)
- Uczony i wiara. Wyznania ludzi nauki, Warszawa 1998, Oficyna Wydawnicza Volumen, Seria Filozoficzna (Savant et la foi)
- (red. z André Comte-Sponville i Arlette Farge) Najpiękniejsza historia szczęścia, Warszawa 2008, Instytut Wydawniczy „Pax” (Plus belle histoire du bonheur)